# Bernhard Uhde
Bernhard Uhde (* 8. Oktober 1948 in Augsburg) ist ein deutscher katholischer Theologe und Professor an der Universität Freiburg im Breisgau.

## Leben
Bernhard Uhde wurde 1948 in Augsburg geboren. Nach seinem Abitur am humanistischen Heinrich-von-Gagern-Gymnasium in Frankfurt am Main studierte er Katholische Theologie, Philosophie, Religionswissenschaften und Alte Geschichte an der Universität Mainz und der Universität Freiburg. 1973 wurde er mit seiner Arbeit Erste Philosophie und menschliche Unfreiheit. Studien zur Geschichte der Ersten Philosophie. Teil I: Von den Anfängen bis Aristoteles in Philosophie an der Universität Freiburg promoviert. Die Dissertation wurde 1977 mit dem Preis der Wissenschaftlichen Gesellschaft Freiburg ausgezeichnet. 1982 habilitierte er sich für das Fach Religionsgeschichte an der Universität Freiburg mit der Schrift „Gegenwart und Einheit. Versuch über Religion“.
Bernhard Uhde war von 2001 bis 2016 Professor an der Theologischen Fakultät der Universität Freiburg für das Fach Religionswissenschaft. Er ist seit 2004 Honorarprofessor an der Katholischen Hochschule Freiburg für die Fächer Religionswissenschaft und Religionsphilosophie, seit 2011 Honorarprofessor für das Fach Interreligiöse Kommunikation an der Deutschen Universität in Armenien (DUA) in Eriwan, seit 2011 Honorarprofessor für die Fächer Religionswissenschaft und Religionsphilosophie an der Sulkhan-Saba Orbeliani-Lehruniversität zu Tiflis/Georgien, wo er seit 2022 auch Mitglied des „Comitato Consultativo del Presidente“ ist, sowie seit 2014 Honorarprofessor für Philosophie am Departamento Académico de Humanidades an der Päpstlichen Universität zu Lima/Peru (Pontificia Universidad Católica del Perú).  Er hatte Lehraufträge an Hochschulen im In- und Ausland für das Fach Religionswissenschaft. Außerdem war Uhde Gastprofessor an der Fakultät für Römisch-Katholische Theologie der Universitatea „Babes-Bolyai“ Cluj-Napoca in Klausenburg, Rumänien und an verschiedenen anderen Instituten als Referent tätig.
Er ist seit 2003 Mitglied des Kuratoriums der Stiftung des Landes Baden-Württemberg „Humanismus heute“. Von 2011 bis 2015 bestand das von ihm mitgegründete und geleitete „Institut West-Östliche Weisheit an der Universität Freiburg“, das von der „Gemeinnützigen Akademie West-Östliche Weisheit“ zu Holzkirchen/Unterfranken gefördert wurde. Dieses Institut hat ein berufsbegleitendes viersemestriges Kontaktstudium „Spiritualität und Interkulturalität“ angeboten. Als Nachfolgeinstitut des „Instituts West-Östliche Weisheit“ gründete Bernhard Uhde 2015 das „Institut für interreligiöse Studien Freiburg“, dessen Direktor er ist und das ebenfalls ein viersemestriges Kontaktstudium anbietet. Dieses Institut ist in Trägerschaft des Gemeinnützigen Vereins „Interreligiöse Studien e.V.“ zu Freiburg, dessen 1. Vorsitzender Uhde ist. Auch gründete Uhde im Jahr 2015 den Gemeinnützigen Verein der „Freunde der Sulkhan-Saba Orbeliani-Lehruniverität zu Tiflis/Georgien“ und ist dessen 1. Vorsitzender. Ab 2017 hat Uhde zudem die Aufgabe eines „Islambeauftragten bei der Erzdiözese Freiburg“ übernommen. Im Jahr 2019 war Uhde Mitbegründer der gemeinnützigen „Christlich-Islamischen Gesellschaft Freiburg e.V.“ und von 2019 bis 2022 deren 2. Vorsitzender. Seit 2022 ist er deren 1. Vorsitzender.
Uhde ist seit 2005 Mitglied des Ritterordens vom Heiligen Grab zu Jerusalem, von 2007 bis 2010 war er Leitender Komtur der Komturei St. Albertus Magnus zu Freiburg.
2008 wurde Uhde mit dem Verdienstkreuz am Bande des Verdienstordens der Bundesrepublik Deutschland (Bundesverdienstkreuz) für seine „vielfältigen Verdienste um den interreligiösen Dialog im In- und Ausland“ ausgezeichnet.
Seine Forschungsschwerpunkte sind im Bereich von Religionswissenschaft „Philosophische Implikationen der Weltreligionen“, „Theologie der Religionen“, „Mystik“ und „Religionsphilosophie“. Uhde hat eine große Anzahl von Schriften, Aufsätzen und Forschungsarbeiten auf den Gebieten der Religionsgeschichte, Katholischen Theologie und Philosophie publiziert. Zusammen mit Markus Enders ist er Herausgeber der im Verlag Karl Alber erscheinenden Reihe Scientia & Religio.
Er ist der Enkel des Kunsthistorikers Hermann Uhde-Bernays (1873–1965). Bernhard Uhde ist Mitglied der katholischen Studentenverbindungen KDStV Wildenstein Freiburg und AV Salia-Silesia Gleiwitz, beide im CV. Er war zudem Ehrenmitglied der Freiburger Burschenschaft Saxo-Silesia, gab diese Mitgliedschaft aber im Jahr 2020 zurück und trat aus der Burschenschaft aus.

## Schriften (Auswahl)
- Islam, Hinduismus, Buddhismus – eine Herausforderung des Christentums (zusammen mit Peter Antes und Werner Rück). Mainz 1973, ²Mainz 1977, ³Mainz 1980.
- Aufbruch zur Ruhe (zusammen mit Peter Antes). Mainz 1974.
- Erste Philosophie und menschliche Unfreiheit. Studien zur Geschichte der Ersten Philosophie. Teil I: Von den Anfängen bis Aristoteles. Stuttgart 1976.
- Judentum im Religionsunterricht. Sekundarstufe II. Einführung, Texte, Unterrichtsmodell, Arbeitsmaterial (zusammen mit Felix Böhl, Peter Schmitz). München 1978.
- Die Bibel und die Religionen – Religionsgeschichtliche Quellentexte. (Die Bibel Bd. 8). Salzburg 1979 / Neudruck Salzburg 1982 / Neudruck Weinheim 1983.
- Der Koran. Vollständig und neu übersetzt von Ahmad Milad Karimi. Mit einer Einführung herausgegeben von Bernhard Uhde. Freiburg u. a. 2009.  Studienausgabe Freiburg 2013.
- West-östliche Spiritualität – Die inneren Wege der Weltreligionen. Eine Orientierung in 24 Grundbegriffen. Unter Mitarbeit von Miriam Münch. Freiburg i. Br. 2011.
- ‚Denn Gott ist die Wahrheit‘ (Koran 22,62). Notizen zum Verständnis von ‚Wahrheit‘ in der religiösen Welt des Islam (= Religionswissenschaftliche Schriftenreihe Castel del Monte, Bd. 1). Freiburg 2011.
- Warum sie glauben, was sie glauben. Weltreligionen für Andersgläubige und Nachdenkende. Freiburg 2013.
- Wein und Zeit. Festschrift zu Ehren des 60. Geburtstages von Fritz Waßmer herausgegeben. Privatdruck Freiburg 2013.
- Symposion. Festschrift zu Ehren des 60. Geburtstages von Raúl Gutiérrez, herausgegeben zusammen mit Miguel Giusti. Privatdruck Freiburg 2015.
- Por qué creen lo que creen. La comprensión de las cinco grandes religiones (Übersetzung von Warum sie glauben, was sie glauben. Weltreligionen für Andersgläubige und Nachdenkende. Freiburg 2013). Barcelona 2019.